# Charles Edwards
Charles Edwards (Haslemere, 1º ottobre 1969) è un attore britannico, attivo in campo televisivo, teatrale e cinematografico.
È noto soprattutto per le sue interpretazioni teatrali in ruoli shakespeariani sulle scene londinesi, dove è stato apprezzato protagonista di Molto rumore per nulla, Riccardo II, La dodicesima notte, Il mercante di Venezia e Sogno di una notte di mezza estate accanto a Judi Dench. Nel 2022 è stato candidato al Laurence Olivier Award al miglior attore per la sua interpretazione nel ruolo di Gore Vidal nel dramma Best of Enemies in scena al Young Vic.

## Filmografia parziale

### Cinema
- Un marito ideale (An Ideal Husband), regia di Oliver Parker (1999)
- Mansfield Park, regia di Patricia Rozeman (1999)
- La fidanzata ideale (Relative Values), regia di Eric Styles (2000)
- Batman Begins, regia di Christopher Nolan (2005)
- Philomena, regia di Stephen Frears (2013)
- Diana - La storia segreta di Lady D (Diana), regia di Oliver Hirschbiegel (2013)
- Le streghe (The Witches), regia di Robert Zemeckis (2020)
- Il ritratto del duca (The Duke), regia di Roger Michell (2020)

### Televisione
- Le avventure di Bailey (Rumpole of the Bailey) - serie TV, 2 episodio (1992-2008)
- L'ispettore Barnaby (Midsomer Murders) - serie TV, episodio 11x01 (2008)
- Murder Rooms. Gli oscuri inizi di Sherlock Holmes (Murder Rooms: Mysteries of the Real Sherlock Holmes) - serie TV, 4 episodi (2001)
- Waking the Dead - serie TV, 2 episodi (2011)
- Downton Abbey - serie TV, 7 episodi (2012-2013)
- Appunti di un giovane medico (A Young Doctor's Notebook) - serie TV, 3 episodi (2013)
- Ripper Street - serie TV, 1 episodio (2014)
- Arthur & George - serie TV, 3 episodi (2015)
- Sherlock - serie TV, 1 episodio (2017)
- The Halcyon - serie TV, 6 episodi (2017)
- The Terror - serie TV, 5 episodi (2018)
- The Crown - serie TV, 19 episodi (2019-2020)
- Il Signore degli Anelli - Gli Anelli del Potere (The Lord of the Rings: The Rings of Power) – serie TV, 13 episodi (2022-2024)

## Doppiatori italiani
Nelle versioni in italiano delle opere in cui ha recitato, Charles Edwards è stato doppiato da:
- Daniele Barcaroli in Murder Rooms
- Massimo De Ambrosis in Philomena
- Angelo Maggi in Diana - La storia segreta di Lady D
- Franco Mannella in Downton Abbey
- Luciano Roffi in The Halcyon
- Edoardo Nordio in The Terror
- Claudio Moneta in The Crown
- Andrea Lavagnino ne Le streghe
- Francesco Prando ne Il Signore degli Anelli - Gli Anelli del Potere